# موتور هیبت نارویی
موتور هیبت نارویی یک منطقهٔ مسکونی در ایران است که در دهستان حومه (ایرانشهر) واقع شده‌است.